# Oborniki Śląskie
Oborniki Śląskie là một thị trấn thuộc huyện Trzebnicki, tỉnh Dolnośląskie ở miền tây nam Ba Lan. Thị trấn có diện tích 15 km². Đến ngày 1 tháng 1 năm 2011, dân số của thị trấn là 8577 người và mật độ 593 người/km².